# Lista de ministros de Direitos Humanos do Brasil
Esta é uma lista de ministros dos Direitos Humanos e da Cidadania do Brasil.

## Nova República(6.ª República)
| Nº                                 | Foto                               | Nome                               | Órgão                                                               | Início                             | Fim                                | Presidente                |
| ---------------------------------- | ---------------------------------- | ---------------------------------- | ------------------------------------------------------------------- | ---------------------------------- | ---------------------------------- | ------------------------- |
| 1                                  |                                    | José Gregori                       | Secretaria de Direitos Humanos da Presidência da República          | 1997                               | 2000                               | Fernando Henrique Cardoso |
| 2                                  |                                    | Gilberto Vergne Saboia             | Secretaria de Direitos Humanos da Presidência da República          | 2000                               | 2001                               | Fernando Henrique Cardoso |
| 3                                  |                                    | Paulo Sérgio Pinheiro              | Secretaria de Direitos Humanos da Presidência da República          | 2001                               | 2003                               | Fernando Henrique Cardoso |
| 4                                  |                                    | Nilmário Miranda                   | Secretaria Especial de Direitos Humanos                             | 2003                               | 2005                               | Luiz Inácio Lula da Silva |
| 5                                  |                                    | Mário Mamede Filho                 | Secretaria Especial de Direitos Humanos                             | 2005                               | 2006                               | Luiz Inácio Lula da Silva |
| 6                                  |                                    | Paulo Vannuchi                     | Secretaria Especial de Direitos Humanos                             | 2006                               | 2011                               | Luiz Inácio Lula da Silva |
| 7                                  |                                    | Maria do Rosário                   | Secretaria Especial de Direitos Humanos                             | 2011                               | 2014                               | Dilma Rousseff            |
| 8                                  |                                    | Ideli Salvatti                     | Ministério das Mulheres, da Igualdade Racial e dos Direitos Humanos | 2014                               | 2015                               | Dilma Rousseff            |
| 9                                  |                                    | Pepe Vargas                        | Ministério das Mulheres, da Igualdade Racial e dos Direitos Humanos | 2015                               | 2015                               | Dilma Rousseff            |
| 10                                 |                                    | Nilma Lino Gomes                   | Ministério das Mulheres, da Igualdade Racial e dos Direitos Humanos | 2015                               | 2016                               | Dilma Rousseff            |
| Extinto em 2016 e recriado em 2017 | Extinto em 2016 e recriado em 2017 | Extinto em 2016 e recriado em 2017 | Extinto em 2016 e recriado em 2017                                  | Extinto em 2016 e recriado em 2017 | Extinto em 2016 e recriado em 2017 | Michel Temer              |
| 11                                 |                                    | Luislinda Valois                   | Ministério dos Direitos Humanos                                     | 3 de fevereiro de 2017             | 19 de fevereiro de 2018            | Michel Temer              |
| 12                                 |                                    | Gustavo do Vale Rocha              | Ministério dos Direitos Humanos                                     | 20 de fevereiro de 2018            | 31 de dezembro de 2018             | Michel Temer              |
| 13                                 |                                    | Damares Alves                      | Ministério da Mulher, da Família e dos Direitos Humanos             | 1 de janeiro de 2019               | 30 de março de 2022                | Jair Bolsonaro            |
| 14                                 |                                    | Cristiane Britto                   | Ministério da Mulher, da Família e dos Direitos Humanos             | 30 de março de 2022                | 31 de dezembro de 2022             | Jair Bolsonaro            |
| 15                                 |                                    | Silvio Almeida                     | Ministério dos Direitos Humanos e da Cidadania                      | 1 de janeiro de 2023               | 6 de setembro de 2024              | Luiz Inácio Lula da Silva |
| —                                  |                                    | Esther Dweck (interina)            | Ministério dos Direitos Humanos e da Cidadania                      | 6 de setembro de 2024              | 9 de setembro de 2024              | Luiz Inácio Lula da Silva |
| 16                                 |                                    | Macaé Evaristo                     | Ministério dos Direitos Humanos e da Cidadania                      | 9 de setembro de 2024              | em exercício                       | Luiz Inácio Lula da Silva |